# 瓦曼里帕約克山 (查查斯區)
15°20′16″S 72°09′03″W / 15.33778°S 72.15083°W
瓦曼里帕約克山（Huamanripayoc），是秘魯的山峰，位於該國南部阿雷基帕大區，由卡斯蒂利亞省的查查斯區負責管轄，屬於奇拉山脈的一部分，海拔高度5,000米。